# 東京ノーヴイ・レパートリーシアター
TOKYO NOVYI・ART（旧：東京ノーヴイ・レパートリーシアター）は、2004年4月設立のレパートリー・シアター劇団。2015年3月27日に認定を受けた東京都の認定特定非営利活動法人である（法人番号1010905001272）。世田谷区下北沢を拠点として活動する一座の芸術監督レオニード・アニシモフはロシア功労芸術家である。ギリシャ悲劇に加え、アントン・チェーホフやマクシム・ゴーリキーなどロシアの戯曲を主要な演目としており、最近は日本の作品など、新作にも意欲的に取り組んでいる。

## 概要
劇団京、ペレジヴァーニエ・アートシアター、スタジオ・ソンツェの3つの劇団が結集して創立された。演劇公演だけではなく、演劇をテーマとしたアートサロン、国際交流シンポジウム、俳優向けのワークショップなど、範囲は舞台上演にとどまらない。

### 非営利活動
「豊かな心の生活のある社会」の実現を趣旨として広く一般市民に門戸を開き、時空間を越えて創造する舞台芸術を目ざす。演劇人として俳優とスタッフを育成し、戯曲を上演し鑑賞する環境を改善しようと取り組む。社会教育の現場として演劇をとらえ、舞台の作り手と受け手を結び、助言し援助する相手を舞台人から客席にある人にも広げてきた。≈

## 劇団の特徴
上演の形態はヨーロッパのレパートリー・シアターの形式に近い。レパートリー制度の本来の分類は、ある演目を一定期間、継続して上演し、次の演目に入れ替えることを示し、その原則に従って年数を重ねてきた劇団は珍しい。7日にわたり日替わりでレパートリー作品7演目を連続公演した実績は、たとえば2009年のゴールデンウィークに東京・両国のシアターΧ劇場で上演している。
公演の舞台は劇場を離れ、寺院や教会、能楽堂、洋館など歴史的建造物にしつらえてきた。教育機関や実業界を対象にした貸切公演の実績もある。
教育方法としてロシアの演出家・コンスタンチン・スタニスラフスキーが提唱したスタニスラフスキー・システムを採用し、劇団の俳優が舞台上でインスピレーションを受けるよう鍛練する。年に数度、同システムの内容を元に俳優向けのワークショップも開催。

## 主なレパートリー作品
アントン・チェーホフ
- 三人姉妹
- ワーニャ伯父さん
- かもめ
- 桜の園
- イワーノフ

その他の文学者、劇作家順。
- マクシム・ゴーリキー　どん底で
- 近松門左衛門　曽根崎心中
- ウィリアム・シェークスピア　ハムレット
- 宮沢賢治　銀河鉄道の夜